# Chrysocraspeda cerasina
Chrysocraspeda cerasina là một loài bướm đêm trong họ Geometridae.